# Svetlana Feodulova
Svetlana Valerjevna Feodulova  (rusky Светлана Валерьевна Феодулова; * 12. května 1987, Moskva, Sovětský svaz) ruská operní pěvkyně, koloraturní sopranistka, žena s nejvyšším hlasem v Ruské federaci.

## Soukromý život
Narodila se a vyrostla v Moskvě, její maminka Taťána byla inženýrka-konstruktérka, otec Valerij – vojenský funkcionář.

## Operní dráha

### Začátky
Vystudovala hudební školu F.Šaljapina ve třídě klavíristů u pedagoga L.A. Šukajeva. První zkušenosti se spoluprací se světovými dirigenty jako M. Pletněv, F. Fedoseev, E. Svetlanov, začala získávat již ve velmi malém věku, kdy vystupovala jako sólistka „Bolšogo Dětskogo Chóru Vsesojuznogo radio i Centralnogo televiděněja“ (zkr. BDCH, dnes „Bolšoj Dětskij Chor V.S. Popova“).

### Kariéra
V pěveckém sboru zpívala 9 let. Poté studovala „Akademii Chorového Iskustva V.S. Popova“, brala soukromé lekce u předních světových operních pěvců, studovala Mezinárodní Akademii umění v Itálii. Studovala vokál u pedagoga M.M. Puškina (sólistka hudebního divadla B. A. Pokrovskogo, ředitele pěveckého sboru „Slavjanskij Lik“) v Moskvě, studovala ve třídě L. S. Mirzajana v Rusku, v Itálii u Janet Perry (pedagožky pěveckého oddělení Hochschule für Musik v Bernu, Švýcarsku a také pedagogem v Savoně v Itálii na Akademii Cilea Savona), což je umělkyně a pedagožka národního moskevského divadla „Iskatěli“ v Moskvě.
Na operní scéně zahájila svoji dráhu na počátku ledna 2010. V každém případě se v „Knize rekordů Ruska“ již objevuje první zápis, uvádějící jako rekord její vysoký hlas – „nejvyšší koloraturní soprán“. Dokáže zazpívat tóny až do čtvrté oktávy, což bylo zaznamenáno speciální komisí 21.1.2010. Kolegiem „Knihy rekordů Ruska“ bylo přijato rozhodnutí přiznat tento fakt jako oficiální ruský rekord.

### Vyznamenání
- Diplom „Knihy rekordů Ruska“ (Moskva, 2010)
- Osobní vyznamenání „Zlatá hvězda Rekordmana Ruska“ (Moskva, 2010)